# Grudziądzki
Grudziądzki là một huyện thuộc tỉnh Kujawsko-Pomorskie của Ba Lan. Huyện có diện tích 728 km². Đến ngày 1 tháng 1 năm 2011, dân số của huyện là 38807 người và mật độ 53 người/km².